# Система водопостачання мая
Система водопостачання мая — налагоджена система в державах цивілізації мая, що спрямовувала воду для систематичного зрошення сільськогосподарських полів (іригаційна система) та постійного забезпечення водою містян через акведуки та роботу каналізації.

## Іригація
Спорудження каналів, облаштування їхньої системи в діяльності народів мая не мало загального характеру. Воно застосовувалося лише в окремих регіонах, де цьому сприяли природні та кліматичні особливості. Це стосується насамперед території сучасного департаменту Петен (Гватемала), де було споруджено потужну іригаційну систему. Фахівцями лабораторії НАСА в Пасадені (штат Каліфорнія, США) за допомогою радарної системи, розробленої для вивчення Венери, при випробуванні цієї нової апаратури на Землі виявлено в Північній Гватемалі під густим пологом тропічної зелені залишки розгалуженої системи якихось каналів. Як показали археологічні дослідження в цих районах, мая проривали на болотах безліч паралельних каналів, а викопану землю кидали в проміжок між ними. Цей спосіб забезпечував посаджені рослини достатньою кількістю вологи, а її надлишок виводився за межі ділянки. Виявлено, що мая почали будувати її ще близько 300 року до н. е. і продовжували розвивати майже 1200 років. Система здатна була напоїти 80000 км2 землі. Канали були завглибшки 0,5 м, завширшки від 1 до 2 м, прориті вони були за допомогою мотик.
Побудовані мая у вологих джунглях Петена канали одночасно акумулювали і підводили в штучно зроблені резервуари дощову воду, служили важливим джерелом тваринного протеїну (риба, водоплавні птахи, прісноводні молюски), були зручним шляхом повідомлення і доставлення на човнах важких вантажів.
Залишки каналів знайдені також в болотах Тікаля, Накума, на північний захід від руїн стародавнього міста Ель-Мірадор, в басейні річки Канделарія (штат Кампече, Мексика). В багато в чому саме цей фактор сприяв піднесенню міст Петена в класичний період.

## Акведуки та резервуари
Задля отримання прісноводної води і її накопичення мая поглиблювали і розширювали природні сезонні водойми, щоб випала в період дощів вода зберігалася там цілий рік. Потім вони побудували мережу водозбірних каналів і штучних резервуарів. Типовим прикладом служить місто Ецна (сучасний штат Кампече, Мексика). Визначено, що наприкінці I тисячоліття н. е. містяни Ецни таким чином запасали до 2 млн м3 води. Найдовший канал міста мав протяжність понад 12 км, завширшки до 50 м і завглибшки від 1,5 до 2 м. Канал з'єднував центр Ецни з її околицями. Всього для будівництва цієї складної мережі каналів і резервуарів жителям міста знадобилося вийняти близько 1750000 м3 ґрунту.
Також мая будували греблі задля збирання води. Так, в Тікалі вона була 10 м заввишки, 80 м завдовжки. Величезний вал складався з тисяч кругляків, рубаних каменів і ґрунту. У цьому штучному водосховищі в сезон дощів збиралася вода. А сам вал охороняв місто від затоплення, поки безперервно йшли проливні дощі. При цьому архітектура всіх будівель міста була підпорядкована ідеям накопичення води. Внутрішні двори будівель будувалися під ухилом, щоб вода стікала в спеціальні підземні резервуари. Перед кожним резервуаром був встановлений фільтр з кварцового піску, який добували за 30 км від міста. В Калакмулі виявлено систему збереження води, яка складалася із 13 спеціальних резервуарів загальною місткістю 197558 літрів.
Простолюд задля своїх потреб викопували резервуари в землі, що розташовувалися на околицях городищ. То були невеличкі заглибини біля житла і могли використовуватися для задоволення потреб окремої родини. Таку систему мая застосовували з середини докласичного періоду (з близько 900 року до н. е.). Наявність таких невеликих домашніх заглибин і більш потужних відкритих громадських резервуарів призвело надалі до широкого розплодження комарів, які інтенсивно розмножувалися в таких водоймах зі стоячою водою, і, як наслідок, поширенню серед мешканців цих міст після прибуття до Америки іспанців таких тяжких інфекційних хвороб як жовта гарячка і малярія.
Водночас відповідно до досліджень стало відомо стосовно здатності мая будувати потужні акведуки. Найвідомішим з них є прихований акведук Паленке 750 року н. е., знайдений у 2009 році спеціалістами Пенсільванського університету (США) на чолі із Кірком Френчем. Це прямокутний водопровід довжиною близько 66 м. Він підживлювався з природного джерела Отолум, при цьому один його кінець спускався вниз по невеликому схилу і сильно звужувався. Підраховано, що така споруда цілком могла б підтримувати фонтан, струмінь якого підіймався у висоту на 6 м. Значна частина йшла до палацу володаря, де ймовірно існував туалет зі змивом. Цю гіпотезу підтверджують знайдені в землі численні акведуки, по яких вода відводилася від поселення під час рясних весняних опадів, і керамічні труби, які на думку вчених, є елементами стародавньої каналізаційної системи. Можливо з ним була пов'язана водогінна система, яку було виявлено під «Храмом написів». Канали розташовуються на різних рівнях і ведуть у різних напрямках. Коли археологи відкрили головний канал, що складений з каменю і має близько 60 сантиметрів завширшки та заввишки, ним досі текла вода, отже, її джерелом є природній потік.
Іншим відомим акведуком було побудовано у давньому місті Камінальхую, що було зведено близько 300—250 роках до н. е. Його довжина сягала 5 км, що тягнувся від джерела. Він зберігся до приходу сюди іспанських конкістадорів.
Наявність каналізації ще у докласичний період підтверджують археологічні дослідження фахівців США і Гватемали у стародавньому поселенні мая Ель-Мірадор. Тут виявлено каналізацію 200 року до н. е.